# Power Love
Power Love è il primo album dei Lion, uscito il 30 marzo 1986 per l'Etichetta discografica SMS Records.

## Tracce
1. Power Love – 3:50
2. Stranger In The City – 4:53
3. Victim Of Circumstance – 3:37
4. Hungry For Love – 4:22
5. Love Is A Lie – 4:47
6. Forgotten Sons – 5:58

## Formazione
- Kal Swan - voce
- Doug Aldrich - chitarra
- Jerry Best - basso
- Mark Edwards - batteria

### Altri musicisti
- Guy Steiner - tastiere
- Kevin Riddles - tastiere, cori
- Duane Baron - cori
- Victoria Cross - cori
- Warren Entner - cori
- Tommy Orlando - cori